# بتای دوگانه
در سرمایه‌گذاری، مفهوم بتای دوگانه به معنای این است که بتای معمولی بازار را می‌توان به دو بخش: بتای بالایی و پایینی تقسیم کرد؛ بنابراین اصطلاح دوگانه به علت دو بخش بتا (بالایی و پایینی) به کار می‌رود. اصل بنیادی درمدل بتای دوگانه عدم تساوی بتای بالایی و پایینی است؛ این اصل مخالف فرض مدل قیمت گذاری دارایی سرمایه‌ای(CAPM) است، زیرا در مدل CAPMدو بتا را یکسان در نظر می‌گیرد..: 617 
به علاوه، در سال ۱۹۹۲فاما و فرنچ نشان دادند که بتا مقیاس ناقصی از ریسک سرمایه‌گذاری است.

## فرمول‌ها
مدل بتای دوگانه به سرمایه گذاران این فرصت را می‌دهد که بین ریسک بالایی (یا سود) و ریسک پایینی (یا ریسک زیان) تفاوت قائل شوند؛ تفاوتی که بتای معمولی نتوانست نشان دهد! این مدل همچنین می‌تواند ارزش دو بتا را محاسبه نماید؛ بنابراین، فرصت تصمیم گیری بهتر با آگاهی بیشتر را به سرمایه گذاران می‌دهد. مدل بتای دوگانه را می‌توان به این شکل نشان داد:
{\displaystyle (r_{j}-r_{f})_{t}=a_{j}^{+}D+\beta _{j}^{+}(r_{m}^{+}-r_{f})_{t}D+a_{j}^{-}(1-D)+\beta _{j}^{-}(r_{m}^{-}-r_{f})_{t}(1-D)+\epsilon _{t}}
متغیر وابسته ی{\displaystyle (r_{j}-r_{f})_{t}} نشان دهندهٔ بازده دارایی مازاد بر نرخ بازده بدون ریسک یا همان صرف ریسک است. دو متغیر{\displaystyle a_{j}^{+}} و{\displaystyle a_{j}^{-}} به تر تیب مربوط به بازار صعودی و نزولی است و {\displaystyle \beta _{j}^{+}(r_{m}^{+}-r_{f})_{t}} نشانگر بتا و صرف ریسک بازار صعودی و به همین شکل {\displaystyle \beta _{j}^{-}(r_{m}^{-}-r_{f})_{t}} نشان دهندهٔ بتا و صرف ریسک بازار نزولی است.: 348 
{\displaystyle a_{j}^{+}}، {\displaystyle \beta _{j}^{+}}، {\displaystyle a_{j}^{-}}و{\displaystyle \beta _{j}^{-}} پارامترهای تخمینی مربوط به روزهای مختلف بازار نزولی و صعودی است.
{\displaystyle r_{m}^{+}=r_{m}} نمود روزهایی است که شاخص بازار کاهش نیافته و {\displaystyle r_{m}^{-}=r_{m}} نشان دهندهٔ روزهایی است که شاخص بازار کاهش یافته است. {\displaystyle D} یک متغیر مصنوعی است که زمانی که بازده روزانهٔ شاخص بازار منفی نباشد ارزش ۱ می‌گیرد و در غیر این صورت ۰  می‌باشد.: 618  قلم آخر، {\displaystyle \epsilon _{t}} منعکس کننده ی اطلاعات شخصی است و مربوط به بازده بازار صعودی یا نزولی نیست.: 348 

## بتای دوگانه در مقابل بتای معمولی
بتای دوگانه می‌تواند یک بسط مفید از بتای معمولی باشد، بتای معمولی در اکثر مواقع ریسک صاحبان سهام را کم‌تر از ریسک برآوردی بتای دوگانه تخمین می‌زند که این امر در محاسبهٔ ارزش فعلی تفاوت زیادی ایجاد می‌کند.: 345  به این دلیل که بتای معمولی یا همان بتای CAPM برحسب میانگین بازده روزانه و نرخ بازده در برابر انحراف معیار است : 71  که قادر به محاسبهٔ بتای دوگانه نیست و این موضوع مفید بودن بتای دوگانه را بیشتر نشان می‌دهد؛ بنابراین سرمایه گذاران می‌توانند با استفاده از مدل بتای دوگانه ریسک پایینی خود را به پایین‌ترین حد و ریسک بالایی (سود) خود را به بالاترین حد برسانند؛ عملی که با استفاده از بتای استاندارد وCAPMامکان‌پذیر نبود.
در حالی که مدل بتای دوگانه منافع زیادی هم چون دقت و مفید بودن دارد برای سرمایه گذاران فردی مقرون به صرفه نیست (هزینه بیشتر از منفعت است) و این مدل بیشتر مناسب برنامه ریزان مالی است که از صرفه جویی نسبت به مقیاس استفاده می‌کنند.: 80–81 